# Triboluminescentie
Triboluminescentie is een optisch fenomeen waarbij licht vrijkomt als gevolg van het verbreken van een chemische verbinding binnen een materiaal. Dit kan o.a. door het materiaal in kwestie te scheuren, krassen en te verpletteren.
Triboluminescentie wordt veroorzaakt door de verbreking van chemische verbindingen binnen een materiaal. Een bekend voorbeeld van een materiaal waarbij triboluminescentie kan plaatsvinden is een suikerklontje. Wanneer de kristalstructuur van het suikerklontje verbroken wordt, zal de elektrische lading ongelijk over de kristallen verdeeld worden. De positieve en negatieve deeltjes in het kristalrooster zullen dan gescheiden worden. Op een gegeven moment zal het verschil zo groot worden dat de negatieve deeltjes (de elektronen) terug springen naar de positieve deeltjes (protonen) in de structuur. De elektronen komen hierbij in aanraking met elektronen in de stikstofmoleculen in de lucht. Deze zullen hierdoor in een aangeslagen toestand geraken (zie basisprincipe luminescentie).
Uiteindelijk zullen de elektronen terugvallen in de grondtoestand waarbij er licht vrijkomt.